# Borox
Borox ist ein Ort und eine zentralspanische Gemeinde (municipio) mit 4.250 Einwohnern (Stand: 2024) in der Provinz Toledo im Norden der Autonomen Gemeinschaft Kastilien-La Mancha. 

## Lage und Klima
Borox liegt etwa 40 km (Fahrtstrecke) südlich von Madrid und etwa 40 km nordöstlich von Toledo in der historischen Provinz La Mancha in einer Höhe von ca. 580 m. 
Das Klima im Winter ist rau, im Sommer dagegen trocken und warm; der spärliche Regen (ca. 451 mm/Jahr) fällt überwiegend in den Wintermonaten.

## Bevölkerungsentwicklung
| Jahr      | 1970 | 1981 | 1991 | 2001 | 2011 | 2021 |
| Einwohner | 2063 | 1924 | 1955 | 2260 | 3435 | 3981 |

Trotz der zunehmenden Mechanisierung der Landwirtschaft und der Aufgabe bäuerlicher Kleinbetriebe ist die Bevölkerung – hauptsächlich durch Zuwanderung – seit den 2000er Jahren deutlich angestiegen.

## Sehenswürdigkeiten
- Kirche Mariä Himmelfahrt (Iglesia de Nuestra Senora de la Asunción) aus der Barockzeit

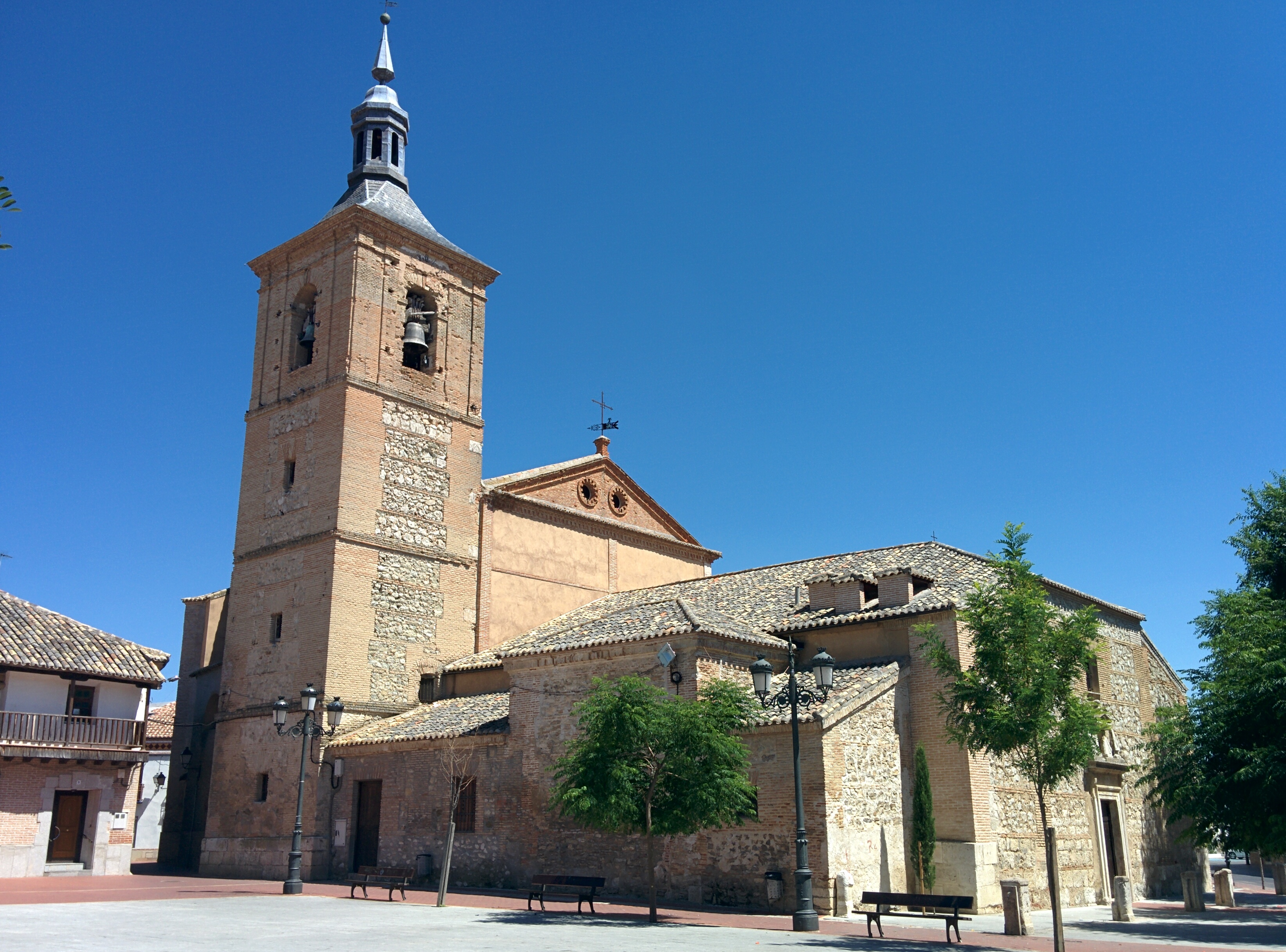
Kirche Mariä Himmelfahrt
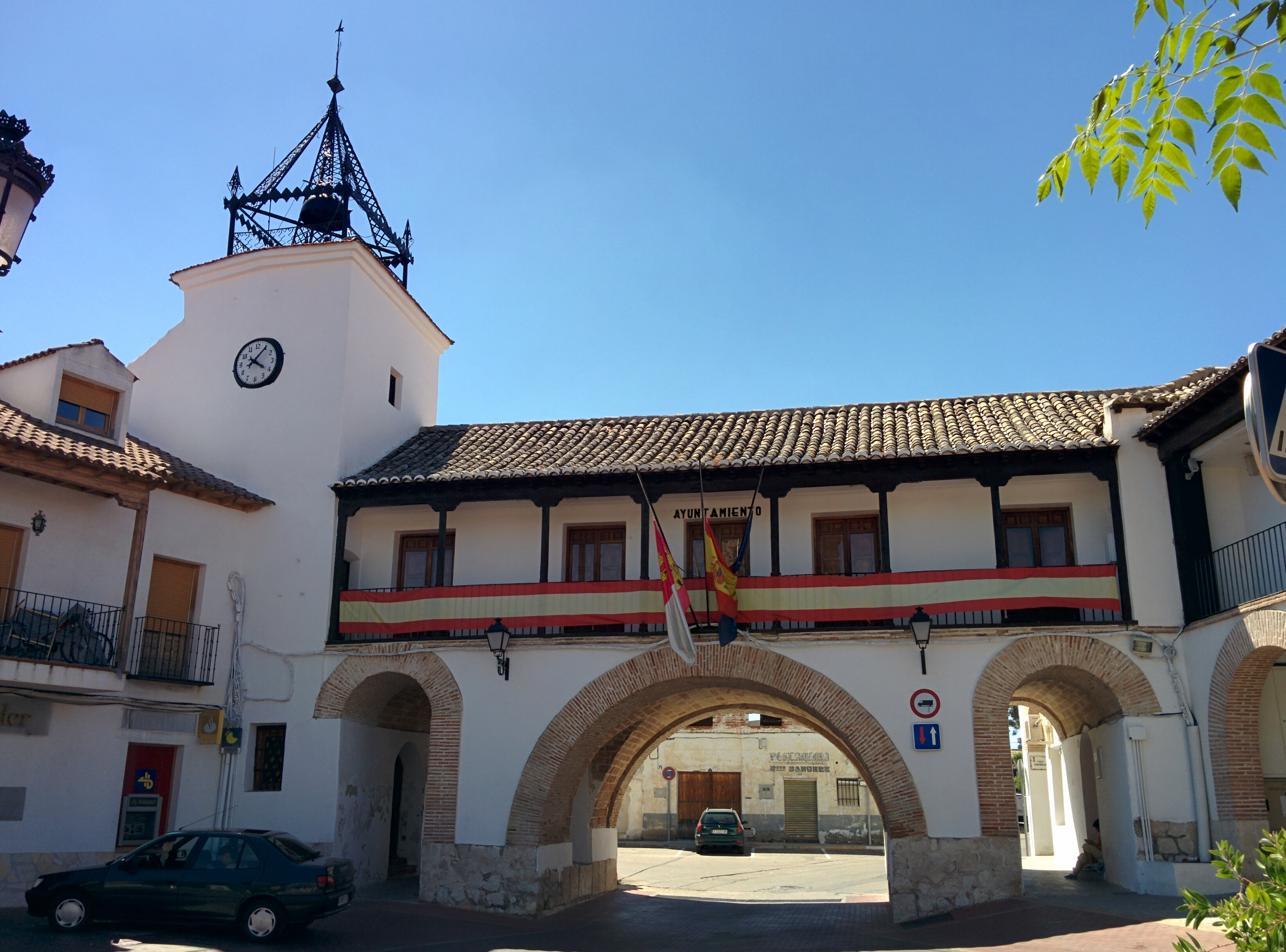
Rathaus

## Persönlichkeiten
- Francisco del Rincón (1650–1723), Erzbischof von Santo Domingo (1705–1714), Erzbischof von Caracas (1714–1716), Erzbischof von Bogotà (1716–1723)
- Domingo Ortega (1908–1988), Torrero
- Miguel Ángel Guerrero Martín (* 1990), Fußballspieler